# ’u’
’u’ ([ʔ]u[ʔ], cioè una "u" preceduta e seguita da occlusiva glottidale sorda) è un'opera in lingua klingon, pubblicizzata come "La prima autentica opera klingon al mondo". Fu composta da Eef van Breen su libretto di Kees Ligtelijn e Marc Okrand con la direzione artistica di Floris Schönfeld. La storia di ’u’ è basata sull'epica leggenda di "Kahless l'indimenticabile", una figura messianica della (immaginaria) storia klingon citato in vari episodi delle serie tv fantascientifiche di Star Trek.
La prima rappresentazione dell'opera, eseguita il 10 settembre 2010 a L'Aia, fu un successo, ed in seguito ha avuto numerose repliche.

## Premesse
La lingua klingon fu dapprima concepita dall'attore James Doohan, che interpretava Montgomery Scott ("Scotty") nella serie televisiva originale Star Trek, per il film Star Trek: The Motion Picture (1979). Creò alcuni suoni gutturali che dovevano essere pronunciati dai personaggi klingon. I produttori ingaggiarono il linguista Marc Okrand per inventare altre parole, sino a sviluppare un linguaggio completo, con vocabolario, grammatica e frasi idiomatiche del tutto propri. Okrand progettò la lingua in modo che suonasse "aliena", usando molte caratteristiche tipologicamente rare. A mano a mano che i personaggi klingon assumevano un maggior rilievo nei film di Star Trek e nelle serie televisive, Okrand continuava ad espandere il linguaggio, che si è cominciato a parlare nel mondo reale nell'ambito del fandom, con numerosi abili utilizzatori.

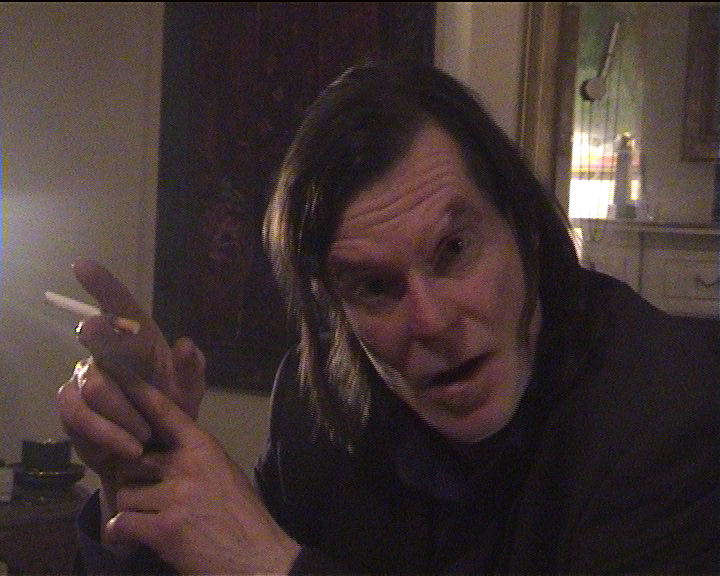
Henri van Zanten, il Maestro del grido

Come narra Star Trek, i klingon sono dei veri patiti dell'opera. Secondo la pagina web ufficiale dell'opera, "l'opera klingon usa il principio del combattimento musicale. La bellezze nella musica klingon viene dallo scontro di due forze opposte." ’u’ è tradotto come "universo" o "universale".
L'opera fu elaborata a partire dal 2008 in Europa e al Watermill Center for the Performing Arts di Water Mill (New York). Il direttore artistico, regista teatrale e "ricercatore capo" del progetto ’u’ e del Klingon Terran Research Ensemble (KTRE), Floris Schönfeld, ricercò attentamente tutte le citazioni e tutti gli esempi di opera klingon nelle varie incarnazioni di Star Trek per rendere l'opera quanto più "autentica" possibile nel seguire le convenzioni dell'opera da battaglia klingon. Creò un "antico saggio" chiamato paq’jachchu’, o "libro del grido perfetto", come un "manoscritto di teoria di musica klingon". Il KTRE costruì degli strumenti musicali klingon "indigeni", tra cui percussioni, fiati ed archi, progettati da Xavier van Wensch, per accompagnare l'opera.
Per pubblicizzare ’u’ si tennero conferenze ed esibizioni di Schönfeld e del KTRE, a convegni di fantascienza e in altre occasioni. Il 18 aprile 2010 Okrand, per conto del KTRE, trasmise un messaggio dal radiotelescopio CAMRAS verso le ipotetiche coordinate di Qo’noS, pianeta originario dei klingon, nel sistema solare di Arturo. Il messaggio (ovviamente nella lingua aliena) invitava i klingon ad assistere all'opera, benché tale comunicazione verosimilmente non raggiunse il pianeta in tempo per la recita, dato che Qo’noS dista 36 anni luce dalla Terra.

## Produzioni e reazione
L'opera ebbe il suo debutto ufficiale allo Zeebelt Theater (L'Aia, Paesi Bassi) il 10 settembre 2010 (dopo un'anteprima del giorno precedente) per un programma limitato a quattro rappresentazioni. L'artista olandese Henri van Zanten fungeva da narratore in veste di "Maestro del grido". L'opera fu prodotta da Zeebelt e dal KTRE, che è associato al dipartimento ArtScience del Conservatorio reale de L'Aia.
La reazione del pubblico fu entusiastica, e la serata d'apertura, cui intervenne lo stesso Marc Okrand, registrò il "tutto esaurito". Il direttore della Byrd Hoffman Watermill Foundation commentò: "ho trovato il risultato piuttosto affascinante e interessante e strano e inquietante." L'opera fu replicata più tardi nel settembre 2010 al raduno di fan di Star Trek Qetlop svoltosi a Farnsberg, presso Bad Brückenau (Germania), "per un pubblico di soli klingon". Fu eseguita daccapo il 23 e il 24 novembre al Frascati Theater di Amsterdam. Nel 2011 l'opera fu messa in scena al festival operistico Voi-Z di Zwolle il 5 aprile e allo Huygens Music Festival di Leidschendam il 28 maggio.
Altre esecuzioni di ’u’ vi furono allo Zeebelt Theatre de L'Aia il 17 febbraio 2012 e a Fiume, il 25 febbraio 2012. Un'altra rappresentazione si svolse a Berlino il 22 febbraio 2013.

## Azione scenica
Atto 1 – yav
Mentre caccia con suo fratello Morath, Kahless manifesta ira quando Morath gli fa fallire la preda. Il tiranno Molor offre a Morath di divenire capo della sua casa a condizione che tradisca il padre proprio e di Kahless. Morath accetta. Con gli uomini di Molor, Morath entra nella casa paterna, prende la sua spada e chiede al padre di consegnare la casa. Al rifiuto del padre, Morath lo uccide brutalmente. Kahless giura di lavare la macchia all'onore del padre. Insegue Morath sul vulcano Kri'stak. Durante il combattimento con il fratello, Morath si getta nel vulcano. Kahless forgia la prima bat'leth (o "spada d'onore") nel vulcano, dai suoi stessi capelli.
Atto 2 – raD
Kahless, affranto, compie un epico viaggio nell'oltretomba. Laggiù ritrova il padre e perdona il fratello. Mostra loro il mok'bara, e questo consente loro di riavere i loro corpi. Kortar, guardiano dell'oltretomba, si infuria quando scopre che due delle sue anime si sono dileguate. Kahless raccoglie delle truppe per insorgere contro Molor. Incontra il suo vero amore, la Signora Lukara, che lo assiste quando è attaccato dagli uomini di Molor. Insieme sconfiggono gli uomini di Molor e consumano un violento amplesso nel sangue dei nemici.
Atto 3 – QIH
Gli eserciti si sono adunati al fiume. Kahless galvanizza le sue truppe con un discorso travolgente. Kortar arriva e rimane a sua volta turbato dai motivi onorevoli di Kahless. Decide di unirsi allo scontro e creare un paradiso per i guerrieri klingon. Kahless, suo padre e suo fratello combattono assieme contro i loro nemici. Gli ultimi due trovano morte onorevole, e il grido di morte di Kahless li invia in paradiso. Kahless affronta Molor e lo uccide, gli strappa il cuore e lo lava nel fiume per riparare l'onore di Molor. Con l'aiuto della Signora Lukara, Kahless esegue un suicidio rituale; il grido di morte di Lukara lo manda a raggiungere il padre ed il fratello. Il popolo klingon è unito.

## Ruoli e cast originale
- Maestro del grido (narratore) – Henri van Zanten
- Kahless (contralto) – Taru Huotari
- Kotar, Padre e Molor (baritono) – Ben Kropp
- Morath e Lukara (mezzosoprano) – Jeannette Huizinga